# ポリス×戦士 ラブパトリーナ!
『ポリス×戦士 ラブパトリーナ!』（ポリスせんし ラブパトリーナ!）は、2020年7月26日から2021年6月27日までテレビ東京系列全6局他で放送された少女向け特撮テレビドラマ。「ガールズ×戦士シリーズ」第4弾。
略称は「ラブパト」。キャッチコピーは「ラブでパパッとタイホします！ みんなの愛、守るため！」。

## 概要
本作品も主役はオーディションで選出された。そのうち、紫原サライを演じる山口莉愛は『ひみつ×戦士 ファントミラージュ!』のサライ役に続いての出演であり、前作のセミレギュラーが次作のレギュラーへ昇格する初のケースとなった。また、過去3作において3DCGで表現されていたパートナーの妖精については、本作品ではパペット操作による実写プロップを採用している。
『魔法×戦士 マジマジョピュアーズ!』以降恒例となっている、前作のガールズ戦士が登場するクロスオーバー回については、変身後のファントミラージュとの共演が事前に発表されており、第10話として放映された。また、第43話では、ファントミラージュの4名に加え、『アイドル×戦士 ミラクルちゅーんず!』のフウカ、マジマジョピュアーズ!のリン・ミツキ・シオリ・ユリアが歴代ガールズ戦士として登場した。

## あらすじ
ラブパトリーナはひみつ本部からラブパト110番通報で出動する戦士。ワルピョコ団によりラブを奪われてた人々をラブタイホし、今日もみんなのラブを守る。

## 登場人物

### ラブパトリーナ
愛羽 ツバサ（）/ ラブパトピンク
演 - 渡辺未優
主人公。ラブパトのセンター。フワモフの動物が大好きで、明るく元気な中学1年生の少女。将来の夢は動物のお医者さん。得意な教科は美術で、数学はちょっと苦手。ニンジンが大の苦手であり、ある日ラブピョコが大切に育てたニンジンをめぐってすれ違いを起こしてしまう。しかし、お互いを思う強いラブの力によって「ラブピョコリーナ」に変身する力を手に入れ、さらにニンジン嫌いも克服した。料理が上手な母・優とはとても仲良し。口癖は「ラッラララ～ブ♪」。イメージカラーはピンク。変身後の属性はアニマル。
紫原 サライ（）/ ラブパトパープル
演 - 山口莉愛
いつも前向きで、誰にでもフレンドリーなツバサの友人でクラスメイト。前作「ファントミラージュ」とは特別な繋がりがあるという。気さくで明るい性格の持ち主でとても友好的。駄洒落を言うのが好き。ダンスが得意で、好物はスイーツ。口癖は「完ッ全にラブってる！」。イメージカラーは紫。変身後の属性はスイーツ。
青瀬 コハナ（）/ ラブパトブルー
演 - 山下結衣
九州の福岡から引っ越してきたスポーツや勉強も何でもできるクールな転校生の女の子。第4話から登場。お花を育てるのが大好き。好物は明太クリームパスタ。口癖は「咲きほこれ、ラブ満開！」。イメージカラーは水色。変身後の属性はフラワー。
七色 ソラ（）/ ラブパトシャイン
演 - 杉浦優來
第3話から登場したツバサのクラスメイト。空を見るのが好きな、おしとやかな女の子。ツバサたち同級生に対しても敬語で話す。自分には戦うことはできないと思ったが、ラブパトの力になりたいという思いから、ひみつ本部でお手伝いをする『ラブパトサポート』になった。第12話で、ラブゼーロとの戦いでピンチに陥った3人を目の当たりし、自分が助けなければという強いラブの力によって、4人目のラブパトリーナ・ラブパトシャインとして覚醒した。口癖は「ラブキッラリン！輝いています！」。イメージカラーはゴールド。変身後の属性はレインボー。

### ひみつ本部
ラブピョコ
声 - 上條沙恵子
ミミピョコ星から地球にやってきたウサギ型の妖精。ラブパトニンジンとラブパトドリンクが好物。一人称は「ピョコ」であり、語尾にも「ピョコ」を付けることが多い。ワルワルラブゼーロ・タネアカシタールとの戦いでの身を挺した攻撃がきっかけとなり、ラブピョコ自身が伝説のパワーアップアイテム「ラブパトピョコハート」であることが判明。これにより、ラブパトリーナはラブピョコリーナに変身できるようになった。
ラブジー長官
演 - 黒木啓司（EXILE/EXILE THE SECOND）
ポリス×戦士ラブパトリーナを指揮する長官。ワルピョコ団から地球のラブを守るため、ラブパトリーナを結成した。
剣崎ハヤト
演 - 冨士原生
ひみつ本部の新人署長。ツバサたちの学校の1学年先輩でもある。第16話でワルピョコ団に付け込まれてラブゼーロにされたが、ラブパトシャインの活躍によって元に戻った。口癖は「コイツは、大大大大大事件だーっ！」。

### ワルピョコ団
ワルピョコ
声 - 豊永利行
ミミピョコ星から地球にやってきたラブピョコのライバル。本団のボス。実はラブピョコとは仲がいいという。
ワリーヌ
演 - やしろ優
ワルピョコ団3人組のリーダー。意外とインドア派。
パック
演 - BOB
ワルピョコ団の頭脳派。
リンチョ
演 - 田中穂先
ワルピョコ団のパワー派。
サーたん
演 - 金田朋子
ワルピョコが「サタンの卵」だと思っていた謎の卵から孵り、自ら「サーたん」と名乗る。ラブを奪うどころがツバサと仲良くなってしまったため、ワルピョコ団から奇妙な帽子を渡され、悪の力に支配された姿「サーたんクロース」にされてしまう。ラブタイホをはね返すなどラブパトリーナを苦しめるが、ツバサの無限に溢れ出るラブの力によって遂に浄化される。その後、宇宙にクリスマスのラブの力を広めるため旅立った。

### 町の人々

#### 愛羽家
愛羽優
演 - 磯山さやか
ツバサの優しいお母さん。ラブゼーロにされた最初の人物でもある。小説家として、ドラマにもなっている『名探偵マグレ』シリーズを書いている。

### その他
ナレーター
声 - 豊永利行

## 用語
ラブゼーロ
対象のラブをラブパックンが食べることで誕生する怪人。ラブパックンの被り物をかぶっている。
ラブパト110ばん
ラブゼーロが出現した時にスマホからひみつ基地につながる救急電話。
ラブパトシャッフル
ラブパトリーナの変身アイテム。モードチェンジやラブパトウィングを呼び出す時にも使用する。
- 変身「ラブパトシャッフル、オープン！ヘンシンカード、セットイン！ラブ・パト・リーナ、ラブラブラブラブラッララーブ！シャッフルチェンジ！」
- ピンク「たとえラブがかげろうと！愛の翼でラッラララブ！ラブパトピンク・ツバサ！」
- パープル「いつ何時も私たち、完全にラブってる！ラブパトパープル・サライ！」
- ブルー「人は誰もが美しい花！咲きほこれ、ラブ満開！ラブパトブルー・コハナ！」
- 「ポリス×戦士 ラブパトリーナ！ラブでパパッとタイホします！みんなの愛、守るため！」

ラブパトポイッスル
ラブ違反を発見したときに吹くホイッスル。
ラブパトウィング
必殺技用アイテム。ラブパックンを逮捕する。
- 「今日のラブタイホは？○○！セットイン！愛を奪う！ラブなき者よ！ラブでパパッとタイホします！」「これにて一件落着！」

ラブパトエール
ラブパトウィングからばら撒かれ、周囲の人々に渡されるラブパトリーナ応援用の拡声器。
ラブパトスカイリィ
第12話より登場。ラブパトシャイン専用変身アイテム。レインボーモードとサンダーモードの専用モードチェンジも持つ。
- 「ラブパトスカイリィ、オープン！ヘンシンカード、セットイン！ラブ・パト・リーナ、ラブラブラブラブラッララーブ！スカイリィチェンジ！」
- 「愛は確かに心にある！ラブ、キッラリーン、輝いてます！ラブパトシャイン・ソラ！」
- 「ラブパトシャイン、この暗ーい世界、私が輝かせて見せます！」

ラブパトカード
いろいろな効果を持つカード。ラブパトシャッフルやラブパトウィングにセットして使用する。
- ヘンシンカード - 変身用。
- ラブタイホカード - 攻撃用。
- モードチェンジカード - モードチェンジ用。
- アイテムカード - ラブパトウィング召喚用のほかいろいろな効果のあるカードがある。
- ソウサカード - 事件解決用に使用するカード。

ラブパトてちょー
カード収納や解決シールを貼るソウサ日誌などになるカードバインダー型ソウサ手帳。

## スタッフ
- 原作 - タカラトミー、OLM
- 掲載 - ぷっちぐみ、幼稚園、めばえ（小学館）
- エグゼクティブプロデューサー - 鴻巣崇（タカラトミー）
- プロデューサー - 村松紗也子（テレビ東京）、遠藤哲哉（電通）、坂美佐子（OLM）
- 総監督・監督 - 三池崇史
- 監督 - 横井健司、西海謙一郎、倉橋龍介、山本英之、平野勝利、原島孝暢
- シリーズ構成・脚本 - 加藤陽一
- 脚本 - 青木万央、松井香奈、中園勇也
- キャラクタースーパーバイザー - 前田勇弥
- ダンス監修 - expg
- OP・ED演出 - 田所貴司
- 音楽 - 遠藤浩二
- 音楽プロデューサー - 舩橋宗寛
- 音楽協力 - テレビ東京ミュージック
- 撮影 - 北信康
- 照明 - 佐藤宗史、渡部嘉
- 美術 - 庄島毅
- 制作協力 - 楽映舎
- 制作プロダクション - OLM TEAM MIIKE
- 製作 - テレビ東京、電通、OLM

## 主題歌
| 使用箇所           | 曲名                         | 作詞                             | 作曲                             | 編曲                     | 歌       | 使用話数 | 補足     |
| ------------------ | ---------------------------- | -------------------------------- | -------------------------------- | ------------------------ | -------- | -------- | -------- |
| オープニングテーマ | 大事なモノ                   | VaChee, Ryo Yamazaki             | VaChee, Ryo Yamazaki             | VaChee, Ryo Yamazaki     | Girls2   | 0 - 23   | [ 注 2 ] |
| オープニングテーマ | Girls Revolution             | 浦島健太・TETTA                  | 浦島健太・TETTA                  | 浦島健太・TETTA          | Girls2   | 24 - 48  |          |
| エンディングテーマ | ○×△ 〜まる・ばつ・さんかく〜 | ペンギンス・長沢知亜紀・永野小織 | ペンギンス・長沢知亜紀・永野小織 | ペンギンス               | lovely2  | 0 - 11   |          |
| エンディングテーマ | とぅわりんりんたんたん       | Acky Lano                        | Acky Lano                        | Acky Lano                | lovely2  | 12 - 23  |          |
| エンディングテーマ | LOVE2                        | 瀧澤純一                         | 瀧澤純一                         | 瀧澤純一                 | lovely2  | 24 - 35  |          |
| エンディングテーマ | 夢みたい伝えたい             | 岩見直明 (OURMUSIC-2016)         | 岩見直明 (OURMUSIC-2016)         | 岩見直明 (OURMUSIC-2016) | lovely2  | 36 - 48  |          |
| 挿入歌             | Catch Me!                    | PENGUINS PROJECT・Ryo-chang      | PENGUINS PROJECT・Ryo-chang      | CLARABELL                | miracle² | 44       |          |

## 放映リスト
放送日はテレビ東京基準。
| 放送日         | 話数 | サブタイトル                                               | ゲストキャラクター | ラブパトカード                                                                                | ラブゼーロ                                                  | 脚本     | 監督       |
| -------------- | ---- | ---------------------------------------------------------- | --- | --------------------------------------------------------------------------------------------- | ----------------------------------------------------------- | -------- | ---------- |
| 2020年 7月19日 | 0    | 事前特番「新ガールズ戦士誕生!ポリス×戦士 ラブパトリーナ!」 | なし | なし                                                                                          | なし                                                        | 青木万央 | 倉橋龍介   |
| 7月26日        | 1    | ラブパトリーナ!出動します!                                 | なし | キャットカード                                                                                | コンダテオナージー                                          | 加藤陽一 | 三池崇史   |
| 8月2日         | 2    | ぜったいラブパトになりたい!                                | - 甘海ほのか（平祐奈） | プロファイルカード オープンカード キャンディカード                                            | スイーツカエール                                            | 加藤陽一 | 三池崇史   |
| 8月9日         | 3    | 守ろう!本へのラ～ブ                                        | - 二又吉直哉（戸塚純貴） | カンシキカード メリーカード                                                                   | モジスイトール                                              | 松井香奈 | 横井健司   |
| 8月16日        | 4    | 咲きほこれ!ラブパトブルー!                                 | - 菊池優花（田中日奈子） | オープンカード パトカード バラカード                                                          | オハナハーナ                                                | 加藤陽一 | 横井健司   |
| 8月23日        | 5    | ラブピョコがクッキーになっちゃった!?                       | - 森野ムツコ（伊藤修子） | ボウエンカード キャットカード                                                                 | ドウブツクッキッキー                                        | 松井香奈 | 西海謙一郎 |
| 8月30日        | 6    | 新たな仲間はいったい誰!?                                   | - 本田好助（山崎裕太） | パトカード ヒマワリカード                                                                     | ラブパトヤーダ                                              | 加藤陽一 | 西海謙一郎 |
| 9月6日         | 7    | 名探偵をラブタイホ!                                        | - ミユキ（矢野優花） - マグレ十郎（松田悟志） | カンシキカード ツイセキカード キャットカード                                                  | ゼンブウッソー                                              | 青木万央 | 平野勝利   |
| 9月13日        | 8    | 恐怖!ラブパトの知らない世界                                | - 稲荷川淳三（落合モトキ） | キキコミカード キャンディカード                                                               | アセダクダーク                                              | 中園勇也 | 山本英之   |
| 9月20日        | 9    | 激熱!ハヤトの猛特訓!                                       | - 犬野守（荒井敦史） | オープンカード ハリコミカード ツウコウドメカード バラカード                                   | オマワリィさん                                              | 中園勇也 | 山本英之   |
| 9月27日        | 10   | ガールズ戦士のアツい絆!                                    | - ファントミラージュ 桜衣ココミ（菱田未渚美） 明日海サキ（山口綺羅） 紫月ヨツバ（原田都愛） 紅羽セイラ（石井蘭） - 大月ひなの（石上ひなの） | ツーシンカード パフェカード                                                                   | オンガクケシサール                                          | 青木万央 | 平野勝利   |
| 10月4日        | 11   | 探し出せ!ラブパト新アイテム!                               | - 空山撮夫（エハラマサヒロ） | パトカード メリーカード                                                                       | クラクラーイ                                                | 加藤陽一 | 倉橋龍介   |
| 10月11日       | 12   | ラブキッラリン!輝いています!                               | - 空山撮夫（エハラマサヒロ） | カエチャウカード レインボーカード                                                             | クラクラーイ                                                | 加藤陽一 | 倉橋龍介   |
| 10月18日       | 13   | みんなで踊ろう!ラッラララ～ブ!                             | - 紅熱子（中島亜梨沙） | プロファイルカード サンダーカード                                                             | カルメンデカタメーン                                        | 松井香奈 | 原島孝暢   |
| 10月25日       | 14   | ラブパトブームで大ピンチ!?                                 | - 撮田映美（佐藤美希） | キコエルカード カエチャウカード レインボーカード                                              | ヘンガオヒロメール                                          | 加藤陽一 | 横井健司   |
| 11月1日        | 15   | ラブパト!ラッララレコーディング♪                           | - 田中ヤスカッタ（喜矢武豊（ゴールデンボンバー）） | プロファイルカード レックスカード                                                             | サイノーナイヨー                                            | 青木万央 | 横井健司   |
| 11月8日        | 16   | 大ピンチ!ワルピョコ団が学校に!?                            | なし | ツーシンカード ハリコミカード サンダーカード                                                  | ワルパトリーナ                                              | 中園勇也 | 西海謙一郎 |
| 11月15日       | 17   | ラブパト・ハロウィンパーティー!                            | - 小須布ラン（山崎莉里那） - 小須布レイ（新山千春） | パトカード キャンディカード                                                                   | ハロウィンシナイット                                        | 中園勇也 | 西海謙一郎 |
| 11月22日       | 18   | 最大の敵！サタン誕生!?                                     | - 温守泉（中村静香） | キャットカード ツウコウドメカード                                                             | アツアツスギール                                            | 加藤陽一 | 平野勝利   |
| 11月29日       | 19   | ラブ満開♪コハナとおばあちゃん                              | - 青瀬小梅（木野花） - 綾小路咲也（岩井ジョニ男（イワイガワ）） | キエチャウカード サボテンカード                                                               | ハナヨリダンゴッパナ                                        | 青木万央 | 平野勝利   |
| 12月6日        | 20   | サライとパパのクリスマス                                   | - 紫原ダン（ダンディ坂野） - 白金のえる（阿佐ヶ谷姉妹) | ウソハッケンカード カレーカード                                                               | イチゴニナーレ                                              | 松井香奈 | 横井健司   |
| 12月13日       | 21   | サーたん、パワーアップ!?                                   | - 羽守響子（小野真弓） | メリーカード キコエルカード                                                                   | クルシミマスソング                                          | 青木万央 | 原島孝暢   |
| 12月20日       | 22   | 誕生!サーたんクロース!                                     | - 街のお姉さん（西野未姫） | ガサイレカード バラカード                                                                     | なし                                                        | 中園勇也 | 倉橋龍介   |
| 12月27日       | 23   | クリスマスのランララーン!ラッラララ～ブ!                   | なし | レインボーカード パトカード                                                                   | なし                                                        | 中園勇也 | 倉橋龍介   |
| 2021年 1月10日 | 24   | ラブパトのあけおメリークリスマス!?                         | - 早杉三太郎（こだまたいち） | キキコミカード カエチャウカード キャットカード キャンディーカード バラカード レインボーカード | サンタクロウシマース                                        | 松井香奈 | 西海謙一郎 |
| 1月17日        | 25   | パパのラブ、キッラリン♪輝いています!                       | - 七色ウミ（三輪ひとみ） - 七色リク（山崎樹範） - 下落合勉（平野貴大） | キエチャウカード スノーカード                                                                 | オモテーナス                                                | 中園勇也 | 山本英之   |
| 1月24日        | 26   | ワルピョコびっくり大作戦!                                  | - 入卯ジョン（平田雄也） | ツウコウドメカード キャットカード                                                             | タネアカシタール（ワルワルラブゼーロ） シゴトヘノラブゼーロ | 青木万央 | 原島孝暢   |
| 1月31日        | 27   | 探せ!伝説の超かわいいパワーアップアイテム!                 | - 横山気楽（石丸謙二郎） - 入卯ジョン（平田雄也） | グラサンカード ヘンソウカード レインボーカード                                                | ワライナーシ タネアカシタール（ワルワルラブゼーロ）         | 中園勇也 | 原島孝暢   |
| 2月7日         | 28   | 伝説のパワーアップアイテム!                                | - 入卯ジョン（平田雄也） | キコエルカード                                                                                | タネアカシタール（ワルワルラブゼーロ）                      | 松井香奈 | 横井健司   |
| 2月14日        | 29   | 変身!ラブピョコリーナ♪                                     | - 入卯ジョン（平田雄也） | モフモフカード ピョコピョコカード                                                             | タネアカシタール（ワルワルラブゼーロ）                      | 松井香奈 | 横井健司   |
| 2月21日        | 30   | 話題沸騰!ラブピョコリーナ!                                 | - 宇佐美美子（井上咲楽） | モフモフカード ピョコピョコカード                                                             | ガッチリーナ（ワルワルラブゼーロ）                          | 中園勇也 | 山本英之   |
| 2月28日        | 31   | 大好きニンジンアイスクリーム                               | - 梅野実（今井隆文） | ボウエンカード キエチャウカード ピョコピョコカード                                            | アマアマスギール（ワルワルラブゼーロ）                      | 青木万央 | 平野勝利   |
| 3月7日         | 32   | 決定!ラブパト流行語大賞                                    | なし | なし                                                                                          | なし                                                        | 青木万央 | 西海謙一郎 |
| 3月14日        | 33   | サライのウイング大ピンチ!?                                 | - 舞花（海老名瑠花） - 草柳青葉（舞羽美海） | パフェカード カレーカード                                                                     | センスダメダ～メ                                            | 松井香奈 | 西海謙一郎 |
| 3月21日        | 34   | ラブ、満開!コハナの山登り                                  | - 砂府欣也（杉浦太陽） | ホンヤクカード サボテンカード キロクカード                                                    | ヤマハイラセーヌ                                            | 中園勇也 | 原島孝暢   |
| 3月28日        | 35   | ソラの星に願いを                                           | - 天野ルナ（柿原りんか） | パトカード ガサイレカード サンダーカード                                                      | ホシニネガワナイモン                                        | 青木万央 | 倉橋龍介   |
| 4月4日         | 36   | ラブピョコ、ダイエット宣言!!                               | なし | なし                                                                                          | なし                                                        | 松井香奈 | 山本英之   |
| 4月11日        | 37   | ラブピョコ、ワルピョコに!                                  | なし | なし                                                                                          | なし                                                        | 青木万央 | 原島孝暢   |
| 4月18日        | 38   | ラブパトVSワルワルピョコ団!                                | - お笑い芸人（シティホテル3号室） | パトカード モフモフカード                                                                     | サムピョコ団（ワルワルラブゼーロ）                          | 松井香奈 | 横井健司   |
| 4月25日        | 39   | ワルピョコパワーアップ!ラブパトリーナ大ピンチ!             | なし | キャットカード キャンディーカード                                                             | なし                                                        | 中園勇也 | 倉橋龍介   |
| 5月2日         | 40   | 決戦!ワルワルワルピョコ!                                   | なし | モフモフカード ピョコピョコカード                                                             | ラブゼロリーナ                                              | 中園勇也 | 倉橋龍介   |
| 5月9日         | 41   | ラブパト、次なる任務!?                                     | なし | ボウエンカード キコエルカード                                                                 | なし                                                        | 青木万央 | 西海謙一郎 |
| 5月16日        | 42   | さよならラブピョコ!?                                       | - エラソー大長官（豊永利行） | なし                                                                                          | なし                                                        | 中園勇也 | 倉橋龍介   |
| 5月23日        | 43   | ガールズ戦士大集合!?                                       | - ミラクルちゅーんず 橘フウカ（小田柚葉） - マジマジョピュアーズ 白雪リン（隅谷百花） 花守ミツキ（鶴屋美咲） 星奈シオリ（小川桜花） 虹色ユリア（増田來亜） - ファントミラージュ 桜衣ココミ（菱田未渚美） 明日海サキ（山口綺羅） 紫月ヨツバ（原田都愛） 紅羽セイラ（石井蘭） | なし                                                                                          | なし                                                        | 松井香奈 | 原島孝暢   |
| 5月30日        | 44   | ミラクルなお宝を探せ!                                      | - クミ先生（やしろ優） | グラサンカード                                                                                | なし                                                        | 青木万央 | 平野勝利   |
| 6月6日         | 45   | コハナ、夢満開のお宝さがし!                                | - 青瀬小梅（木野花） | なし                                                                                          | なし                                                        | 中園勇也 | 山本英之   |
| 6月13日        | 46   | サライのお宝ファンファンしてる!?                           | - 紫原ダン（ダンディ坂野） | なし                                                                                          | なし                                                        | 松井香奈 | 倉橋龍介   |
| 6月20日        | 47   | ラブでパパっとお宝発見!?                                   | なし | カンシキカード                                                                                | なし                                                        | 青木万央 | 横井健司   |
| 6月27日        | 48   | ラブパトリーナは永遠に♡                                    | なし | なし                                                                                          | なし                                                        | 松井香奈 | 倉橋龍介   |

## 放送局
| 放送期間                                                   | 放送時間                              | 放送局                                                 | 対象地域 | 備考                      |
| ---------------------------------------------------------- | ------------------------------------- | ------------------------------------------------------ | -------- | ------------------------- |
| 2020年7月26日 - 2021年6月27日                              | 日曜 9:00 - 9:30                      | テレビ東京（製作局）をはじめとする テレビ東京系列全6局 | 日本国内 |                           |
| 2020年8月8日 - 2021年7月10日                               | 土曜 5:45 - 6:15                      | 新潟放送                                               | 新潟県   | [ 注 4 ] [ 注 5 ]         |
|                                                            | 土曜 7:30 - 8:00                      | 東日本放送                                             | 宮城県   | [ 注 6 ]                  |
| 2020年8月9日 - 2021年7月11日                               | 日曜 5:50 - 6:20                      | 広島ホームテレビ                                       | 広島県   | [ 注 7 ]                  |
|                                                            | 日曜 8:30 - 9:00                      | テレビ静岡                                             | 静岡県   |                           |
| 2020年8月11日 - 2021年7月6日                               | 火曜 17:25 - 17:55                    | びわ湖放送                                             | 滋賀県   |                           |
| 2020年8月11日 - 2021年3月23日 2021年4月1日 - 2021年8月12日 | 火曜 18:25 - 18:55 木曜 19:30 - 19:58 | 岐阜放送                                               | 岐阜県   | [ 注 5 ]                  |
| 2020年8月25日 - 2021年7月27日                              | 火曜 17:00 - 17:30                    | テレビ和歌山                                           | 和歌山県 |                           |
| 2020年9月5日 - 2021年8月21日                               | 土曜 6:00 - 6:30                      | 長崎放送                                               | 長崎県   | [ 注 8 ] [ 注 5 ]         |
| 2020年9月19日 - 2021年8月21日                              | 土曜 8:30 - 9:00                      | キッズステーション                                     | 日本全域 | CS放送 / リピート放送あり |

| 配信期間        | 配信時間        | 配信サイト                                                            | 備考                            |
| --------------- | --------------- | --------------------------------------------------------------------- | ------------------------------- |
| 2020年7月27日 - | 月曜 0:00 更新  | あにてれ                                                              | 有料配信 第1話・最新話1週間無料 |
|                 |                 | GYAO! Amazonビデオ HAPPY！動画 ビデオマーケット Rakuten TV TSUTAYA TV | 有料配信                        |
|                 | 月曜 10:00 更新 | タカラトミーチャンネル（YouTube）                                     | 最新話は1週間限定配信           |

## 映画
『劇場版 ポリス×戦士 ラブパトリーナ！〜怪盗からの挑戦！ ラブでパパッとタイホせよ！〜』が2021年5月21日に公開。2020年11月22日に本作品の映画が公開されることが発表された。ガールズ×戦士シリーズ映画化第2作目となる。
当初は2021年4月29日公開予定であったが、新型コロナウイルス感染拡大の影響で、公開が延期されることが4月26日に発表された。その後、5月10日に、5月21日に公開することが発表された。

### キャスト
- 愛羽ツバサ - 渡辺未優
- 紫原サライ - 山口莉愛
- 青瀬コハナ - 山下結衣
- 七色ソラ   - 杉浦優來
- ラブピョコ - 上條沙恵子 (CV)
- 剣崎ハヤト - 冨士原生
- ワリーヌ - やしろ優
- パック - BOB
- リンチョ - 田中穂先
- ワルピョコ/ナレーション -  豊永利行(CV)
- 愛川警部 - 加藤清史郎
- シンゴ署長 - 柳沢慎吾
- ソウタ - 川原瑛都
- 桜衣ココミ - 菱田未渚美（Girls2）
- 明日海サキ - 山口綺羅（Girls2）
- 紫月ヨツバ - 原田都愛（Girls2）
- 紅羽セイラ - 石井蘭（Girls2）
- 橘フウカ - 小田柚葉（Girls2）
- 白雪リン - 隅谷百花（Girls2）
- 花守ミツキ - 鶴屋美咲（Girls2）
- 星奈シオリ - 小川桜花（Girls2）
- 虹色ユリア - 増田來亜（Girls2）
- ラブジー長官 - 黒木啓司（EXILE/EXILE THE SECOND）

### スタッフ
- 原作 - タカラトミー、OLM
- 監督 - 三池崇史[9]
- 脚本 - 加藤陽一
- 音楽 - 遠藤浩二
- 主題歌 - Girls2『STARRRT!』
- 撮影 - 北信康
- 照明 - 渡部嘉
- 録音 - 治田敏秀
- 美術 - 庄島毅
- 編集 - 神谷朗
- 助監督 - 阿部満良
- 制作担当 - 柄本かのこ
- VFXプロデューサー - 徳重実
- VFXスーパーバイザー - 中島征隆
- キャラクタースーパーバイザー - 前田勇弥
- スーパーサポーター - 倉橋龍介
- ラインプロデューサー - 善田真也
- 掲載 - ぷっちぐみ、幼稚園、めばえ（小学館）
- 配給 - KADOKAWA、イオンエンターテイメント
- 制作プロダクション - OLM
- 制作協力 - 楽咲舎
- 撮影協力 - ところざわサクラタウン、東京サマーランド
- 製作 - 劇場版ラブパトリーナ!制作委員会

## 関連商品

### 家庭用ゲーム
ポリス×戦士 ラブパトリーナ！ ラブなリズムでタイホします！
2020年11月26日に日本コロムビアより発売のNintendo Switch用ソフト。ジャンルはリズム&ミニゲーム。早期購入者特典としてラブパトシャッフル、ラブパトウィングで使用可能なソウサカードが付く。

### DVD-BOX
| 巻 | 発売日        | 収録話          | 規格品番   | 初回特典                                   |
| -- | ------------- | --------------- | ---------- | ------------------------------------------ |
| 1  | 2021年2月24日 | 第0話 - 第16話  | ZMSZ-14641 | ラブパトカード「キロクカード」             |
| 2  | 2021年5月26日 | 第17話 - 第32話 | ZMSZ-14802 | DVD限定ミニクリアファイル                  |
| 3  | 2021年9月29日 | 第33話 - 第48話 | ZMSZ-14953 | リバーシブルジャケット、ピクチャーレーベル |

## 関連作品の出演

### ゲスト出演
『ビッ友×戦士 キラメキパワーズ!』
第7話
愛羽ツバサ/ラブパトピンク - 渡辺未優
紫原サライ/ラブパトパープル - 山口莉愛
青瀬コハナ/ラブパトブルー - 山下結衣
七色ソラ/ラブパトシャイン - 杉浦優來
第25話 - 第27話、第32話
紫原サライ/ラブパトパープル - 山口莉愛
『リズスタ -Top of Artists!-』
STEP31
紫原サライ - 山口莉愛
七色ソラ - 杉浦優來